# Шереметьево (Коломенский район)
Шереметьево — деревня в Коломенском районе Московской области. Входит в состав Биорковского сельского поселения. Население — 3 чел. (2010).

## Расположение
Деревня Шереметьево расположена в 16 км к юго-западу от города Коломны. В 3 км к востоку от деревни проходит автодорога Р115. Рядом с деревней Шереметьево протекает река  Коломенка. Ближайшие населённые пункты — деревни Туменское, Лёдово и Найдено.

## Население
| 2002 | 2006 | 2010 |
| ---- | ---- | ---- |
| 6    | ↘2   | ↗3   |